# World League di pallavolo 1995
La VI World League di pallavolo si svolse dal 19 maggio al 9 luglio 1995. Dopo la fase a gironi, la fase finale, a cui si qualificarono le prime due squadre classificate nei tre gironi di qualificazione, si disputò dal 4 al 9 luglio a Rio de Janeiro e Belo Horizonte, in Brasile. La vittoria finale andò per la quinta volta all'Italia.

## Squadre partecipanti
| - Bulgaria - Grecia - Italia - Paesi Bassi - Russia - Spagna | - Brasile - Cuba - Stati Uniti | - Cina - Corea del Sud - Giappone |

## Gironi
| Gruppo A                        | Gruppo B                           | Gruppo C                           |
| ------------------------------- | ---------------------------------- | ---------------------------------- |
| Brasile Cuba Spagna Stati Uniti | Bulgaria Grecia Italia Paesi Bassi | Cina Corea del Sud Giappone Russia |

## Fase finale

### Girone unico
Ogni squadra gioca una partita contro le nazionali appartenenti agli altri due gruppi. Non vengono considerati i risultati ottenuti nella prima fase.

## Classifica finale
| Classifica | Squadre       |
| ---------- | ------------- |
|            | Italia        |
|            | Brasile       |
|            | Cuba          |
| 4          | Russia        |
| 5          | Bulgaria      |
| 6          | Corea del Sud |
| 7          | Spagna        |
| 8          | Giappone      |
| 9          | Grecia        |
| 10         | Stati Uniti   |
| 11         | Cina          |
| 12         | Paesi Bassi   |

## Premi individuali
- MVP: Dmitriy Fomin
- Miglior realizzatore: Dmitriy Fomin
- Miglior schiacciatore: Bernardo Gilson
- Miglior muro: Pasquale Gravina
- Miglior servizio: Bernardo Gilson